# Assumpció de la Mare de Déu (Riga)
L'Església de l'Assumpció de la Mare de Déu  (en letó: Bolderājas Vissvētākās Jaunavas Marijas Debesīs uzņemšanas Romas katoļu baznīca) és una església catòlica romana al barri de Bolderāja a la ciutat de Riga, capital de Letònia. L'església està situada al Carrer Goba, 17;

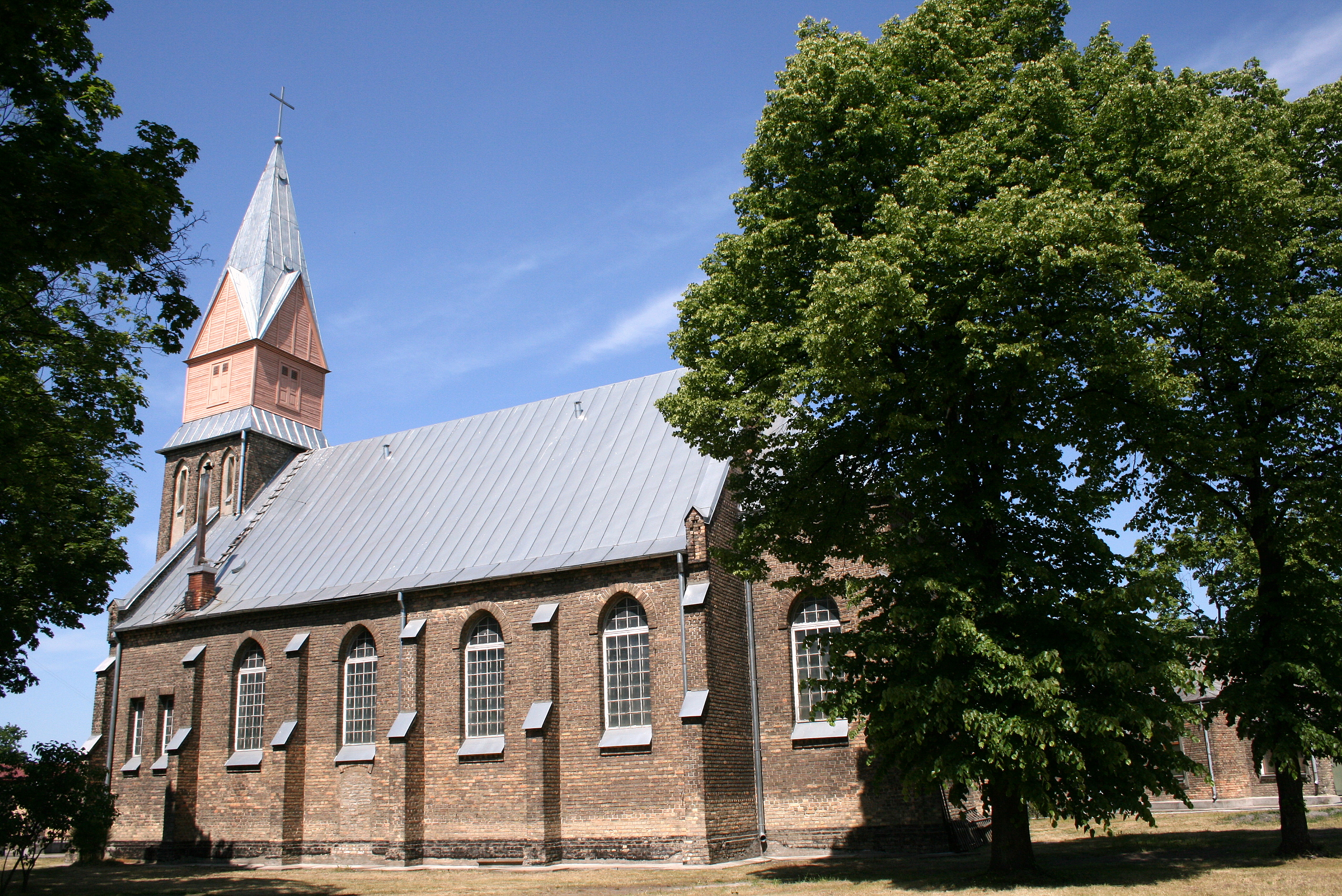
Vista lateral del temple